# Bruno Betti
Bruno Betti (Borgo San Lorenzo, 31 maggio 1911 – Firenze, 2 novembre 1986) è stato un siepista e dirigente sportivo italiano.

## Biografia
Ha partecipato ai Giochi della XI Olimpiade nel 1936 nella specialità dei 3000 metri siepi all'età di 25 anni.
La sua carriera sportiva terminò durante la Seconda guerra mondiale, quando si ruppe una gamba durante un bombardamento di Porta al Prato. Divenne allora uno scopritore di talenti ed un allenatore all'interno delle società fiorentine CUS Firenze e ASSI Giglio Rosso Firenze. Nel 2001 è stato inaugurato un impianto sportivo polivalente a Firenze con il suo nome, dove è di casa la A.S.D. Pro Sport Atletica Firenze.

## Campionati nazionali
1932
- Argento ai campionati italiani di corsa campestre - 20'05"2/5

1933
- Argento ai campionati italiani assoluti, 3000 m siepi - 10'32"

1934
- Argento ai campionati italiani assoluti, 10000 m piani - 33'19"6
- Argento ai campionati italiani assoluti, 5000 m piani - 15'32"6

1936
- Argento ai campionati italiani assoluti, 3000 m siepi - 9'37"4

1938
- Argento ai campionati italiani assoluti, 3000 m siepi - 9'45"4